# Heinrich Bacht
Heinrich Bacht (* 8. Dezember 1910 in Essen; † 25. Januar 1986 in Frankfurt am Main) war ein deutscher katholischer Theologe und Professor für Fundamentaltheologie an der Philosophisch-Theologischen Hochschule Frankfurt am Main.
Zu seinem geisteswissenschaftlichen Werk zählen Veröffentlichungen im Bereich Alter Kirchengeschichte und frühes Mönchtum, sowie im Kulturkampf die reformatorischen Fragestellungen (z. B. Altkatholizismus). Er war Mitglied der katholischen Ordensgemeinschaft der Jesuiten (SJ) und u. a. Autor der Zeitschriften Theologie und Philosophie (Freiburg im Breisgau) sowie Scholastik.
Der KDStV Badenia (Straßburg) Frankfurt am Main im Cartellverband der katholischen deutschen Studentenverbindungen gehörte er seit 1954 als Ehrenmitglied an. 

## Veröffentlichungen (Auswahl)
- L’importance de l’idéal monastique de S. Pachôme pour l’histoire du monachisme chrétien, in: Revue d’ascétique et de mystique, Bd. 26, 1950
- Das Konzil von Chalkedon. Geschichte und Gegenwart Band I–III, Alois Grillmeier / Heinrich Bacht, Echter-Verlag, Würzburg 1951
- Von Antonius bis zu Pachomius: Antonius magnus Eremita. Rom 1956, 66–107
- Die mündliche Überlieferung, Heinrich Bacht mit Heinrich Fries und Josef Rupert Geiselmann, Hueber-Verlag, München 1957
- Weltnähe oder Weltdistanz, Verlag Josef Knecht, Frankfurt am Main 1961
- Ein verkanntes Fragment der koptischen Pachomius-Regel, in: Le muséon, Bd. 75, 1962
- Der Abt als Stellvertreter Christi. Die Stellung des Abtes im christlichen Altertum im Lichte neuerer Forschung, in: Scholastik, Bd. 39, 1964
- Ein verschollenes Tagebuch zum I. Vaticanum. Eine Suchanzeige, in: TheolPhil 48 (1973) 371–397
- Neue Dokumente zu den Anfängen der katholischen Studentenverbindungen in Bonn, in: Bonner Geschichtsblätter 27 (1975) 138–159.
- Dr. Wilhelm Reinkens (1811–1889). Ungedruckte Briefe aus seiner Studien- und Kaplanszeit, in: AHVN 179 (1977) 158–220
- Das Konzil war ihr Schicksal. Die Brüder Wilhelm und Joseph Hubert Reinkens und das Erste Vatikanische Konzil, in: AHVN 183 (1980) 102–200.
- Das Vermächtnis des Ursprungs. Studien zum frühen Mönchtum (2 Bände), Heinrich Bacht, Echter-Verlag, Würzburg 1972. 1983
- Die Tragödie einer Freundschaft. Fürstbischof Heinrich Förster und Professor Joseph Hubert Reinkens. Böhlau, Köln/Wien 1985 (= Forschungen und Quellen zur Kirchen- und Kulturgeschichte Ostdeutschlands. Band 20). ISBN 3-412-01784-1.
- Geschichte der ökumenischen Konzilien Band I–XII, Gervais Dumeige / Heinrich Bacht (Hrsg.), Matthias-Grünewald-Verlag, Ostfildern 1963–1993
- Horsiese – Geistliches Testament, Heinrich Bacht (Hrsg.), eos-Verlag, St. Ottilien 2010
- Pachomius – Klosterregeln, Heinrich Bacht (Hrsg.), eos-Verlag, St. Ottilien 2010

| Personendaten    | Personendaten                              |
| ---------------- | ------------------------------------------ |
| NAME             | Bacht, Heinrich                            |
| KURZBESCHREIBUNG | deutscher katholischer Theologe und Jesuit |
| GEBURTSDATUM     | 8. Dezember 1910                           |
| GEBURTSORT       | Essen                                      |
| STERBEDATUM      | 25. Januar 1986                            |
| STERBEORT        | Frankfurt am Main                          |